# Фелікс Шедер-Бішін
Фелікс Шедер-Бішін (нім. Felix Scheder-Bieschin, 22 жовтня 1899 — 2 вересня 1940) — німецький яхтсмен.
Бронзовий призер Олімпійських Ігор 1936 року в класі 8 метрів.